# 4206 Verulamium
4206 Verulamium là một tiểu hành tinh vành đai chính với chu kỳ quỹ đạo là 1768.7853604 ngày (4.84 năm).
Nó được phát hiện ngày 25 tháng 8 năm 1986, và được đặt tên sau tên thị trấn Verulamium.